# Emil Friedrich Kautzsch
Emil Friedrich Kautzsch (Plauen, 1841. szeptember 4. – Halle an der Saale, 1910. május 7.) német protestáns teológus. 

## Élete
Teologiai tanulmányait Lipcsében végezte 1859 és 1863 között. 1872-ben baseli, 1880-ban tübingeni, 1888-ban hallei rendes teológiai tanár lett. 1877-ben alapította a Palesztina-kutató német társaságot, 1868-ban kiadta Lipcsében, majd másodszor, 1885-ben Mózes első könyvének pontozatlan szövegét.

## Egyéb művei
- De Veteris Testamenti locis a Palulo apostolo allegatis (1869)
- Die Echtheit der moabitischen Alterhümer geprüft (Socinnal együtt dolgozta, 1876)
- Über die Derivate des Stmmes im alttestamentlichen Sprachgebrauch (Tübinga, 1881)
- Grammatik des Biblisch-Aramäischen (Lipcse, 1884)
- Die Genesis etc. (Albert Socinnal együtt, Freiburg, 1888, második kiadás 1891)
- Mittheilungen über iene alte Handschrift des Targum Onkelos (Codex Socini N. 84., Halle 1893)
- Die heilige Schrift des Alten Testament (Freiburg és Lipcse, 1894. Legnagyobb műve, a munka első előszava 1890 júniusában, második előszava 1894 májusában kelt.)